# الطب الشخصي
الطب الشخصي هو نشاط يقوم به الشخص للحصول على العافية، وليس شيئاً يتناوله الشخص (على سبيل المثال، الدواء) من أجل العافية.
في بيئة الطب النفسي، يتم استخدام الطب الشخصي أو أنشطة الرعاية الذاتية غير الصيدلانية الأخرى التي تبدأ ذاتياً لتقليل الأعراض وتجنب النتائج غير المرغوب فيها مثل العلاج في المستشفى، وتحسين المزاج، الأفكار، السلوكيات والشعور العام بالراحة. كما استخدمت الصحافة الشعبية عبارة "الطب الشخصي" للإشارة إلى الطب الشخصي.

## الرعاية النفسية
تم تقديم استخدام الرعاية الذاتية لـ "الطب الشخصي" لأول مرة في أوائل عام 2003 نتيجة للبحث النوعي الذي أجرته باتريشيا إي ديجان من خلال كلية الرعاية الاجتماعية بجامعة كانساس. بعد إجراء مقابلات مع الأفراد الذين كانوا يتناولون الأدوية النفسية كجزء من عملية التعافي، وجد ديجان ما يلي:
عند وصف استخدامهم للمستحضرات الصيدلانية النفسية، وصف المشاركون في البحث أيضاً مجموعة متنوعة من استراتيجيات وأنشطة العافية الشخصية التي أسميتها "الطب الشخصي". حيث كانت الأدوية الشخصية أنشطة واستراتيجيات غير صيدلانية عملت على تقليل الأعراض وزيادة العافية الشخصية.

### التداخل
قد تؤدي التدخّلات أو الصراعات بين الطب الشخصي للشخص والأدوية الموصوفة له إلى عدم الالتزام و/أو انخفاض جودة الحياة. ويمكن دمج الطب الشخصي مع عملية صنع القرار المشتركة ضمن استشارة علم الأدوية النفسية لتحسين الالتزام. ولاحظ البحث الذي أجراه ديجان وروبرت إي دريك ما يلي:
عندما تدعم الأدوية الناس أو تمكّنهم من متابعة الأنشطة بشكل أكثر فعالية مثل: العمل، الأبوة، الأمومة والعودة إلى المدرسة، ينظر إليها العملاء على أنها أداة قيّمة في عملية الشفاء. ومع ذلك، إذا تتداخل الأدوية مع الطب الشخصي بحيث لا يتمكن العملاء من الانخراط في أدوار وأنشطة اجتماعية قيمة، ينظر إلى الأدوية على أنها تمنع عملية الشفاء وغالباً ما يتم رفضها. ويتم الإصرار على الامتثال في مثل هذه الحالات على أنه علاج مضاد وغير مفيد، لكن من ناحية أخرى، يسمح صنع القرار المشترك للممارس بالعمل كمتعاون خبير، مما يساعد العميل بنشاط على تحديد الأدوية الشخصية وتحسين أنظمة وجرعات أدوية محددة لدعم واستكمال استعادة الأدوار الاجتماعية القيمة.

### البرمجة
في عام 2006، قام ديجان بتوسيع مفهوم الطب الشخصي إلى برنامج حاسوبي يسمى كومون جراوند لاستخدامه في عيادات الصحة العقلية.يتم تشجيع مستخدمي كومون جراوند على تطوير أدويتهم الشخصية الفريدة ويتم تذكيرهم بهذه الأدوية الشخصية عند استخدامها لاحقاً.ويتضمن البرنامج أيضاً مقاطع فيديو قصيرة مدتها ثلاث دقائق لأشخاص يتحدثون عن تعافيهم من المرض العقلي وكيف حققوا ذلك، أي اكتساب العافية من خلال الطب الشخصي.